# Margareta IV van Brederode
Margareta IV van Brederode död 2 januari 1577, var en furstlig abbedissa av det självständiga klosterstiftet Thorn, Nederländerna och därmed monark inom det Tysk-Romerska Riket. Hon regerade från 1531 till 1577. 
Hon var dotter till Waleram II av Brederode och Vianden, Burgrave van Utrecht och Anna von Neuenahr. Hon valdes 1531 att efterträda Eva von Isenburg, men var tvungen att få påvlig dispens eftersom hon då bara var 17 år. 
Under hennes regeringstid genomfördes reformationen i klosterstiftet, hon lät 1535 uppföra ett nytt bostadshus, nunnorna lade av nunnedräkten, och stiftet började ge ut sina egna mynt. Thorn förklarades för en självständig stat utanför Nederländerna 1544 och 1549. Josina II von der Marck valdes till hennes efterträdare. 